# Leioproctus cinereus
Leioproctus cinereus là một loài Hymenoptera trong họ Colletidae. Loài này được Smith mô tả khoa học năm 1853.